# Saúl Torres
Saúl Torres Rojas (Sucre, 22 marzo 1990) è un calciatore boliviano, difensore del Gualberto Villarroel.

## Carriera

### Club
Ha sempre giocato nel campionato boliviano.

### Nazionale
Viene convocato per la Copa América 2019 in Brasile.

## Statistiche

### Cronologia presenze e reti in nazionale
| Cronologia completa delle presenze e delle reti in nazionale ― Bolivia | Cronologia completa delle presenze e delle reti in nazionale ― Bolivia | Cronologia completa delle presenze e delle reti in nazionale ― Bolivia | Cronologia completa delle presenze e delle reti in nazionale ― Bolivia | Cronologia completa delle presenze e delle reti in nazionale ― Bolivia | Cronologia completa delle presenze e delle reti in nazionale ― Bolivia | Cronologia completa delle presenze e delle reti in nazionale ― Bolivia | Cronologia completa delle presenze e delle reti in nazionale ― Bolivia |
| Data                                                                   | Città                                                                  | In casa                                                                | Risultato                                                              | Ospiti                                                                 | Competizione                                                           | Reti                                                                   | Note                                                                   |
| ---------------------------------------------------------------------- | ---------------------------------------------------------------------- | ---------------------------------------------------------------------- | ---------------------------------------------------------------------- | ---------------------------------------------------------------------- | ---------------------------------------------------------------------- | ---------------------------------------------------------------------- | ---------------------------------------------------------------------- |
| 3-3-2019                                                               | La Paz                                                                 | Bolivia                                                                | 2 – 2                                                                  | Nicaragua                                                              | Amichevole                                                             | -                                                                      |                                                                        |
| 22-3-2019                                                              | Ulsan                                                                  | Corea del Sud                                                          | 1 – 0                                                                  | Bolivia                                                                | Amichevole                                                             | -                                                                      | 46’                                                                    |
| 4-6-2019                                                               | Nantes                                                                 | Francia                                                                | 2 – 0                                                                  | Bolivia                                                                | Amichevole                                                             | -                                                                      | 85’                                                                    |
| 13-10-2020                                                             | La Paz                                                                 | Bolivia                                                                | 1 – 2                                                                  | Argentina                                                              | Qual. Mondiali 2022                                                    | -                                                                      |                                                                        |
| Totale                                                                 |                                                                        | Presenze                                                               | 4                                                                      |                                                                        | Reti                                                                   | 0                                                                      |                                                                        |